# Alegação de abuso sexual contra Woody Allen

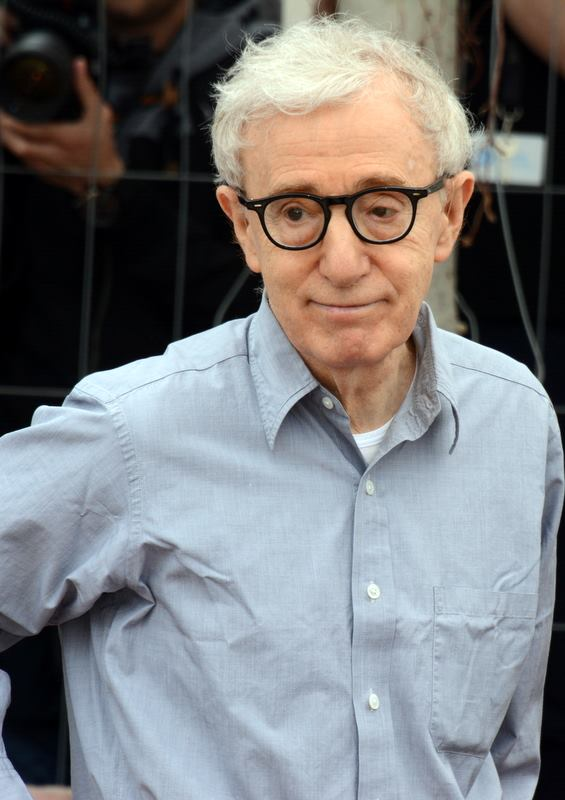
Wood Allen em 2016

Em agosto de 1992, o cineasta e ator americano Woody Allen foi acusado por sua filha adotiva Dylan Farrow, então com sete anos, de tê-la molestado sexualmente na casa de sua mãe adotiva, a atriz Mia Farrow, em Bridgewater, Connecticut. Allen negou repetidamente a acusação.
Quando a denúncia foi feita, Allen e Mia Farrow mantinham um relacionamento de 12 anos e tinham três filhos juntos: dois adotivos, Dylan e Moses, e um biológico, Satchel (mais tarde conhecido como Ronan Farrow). O abuso sexual teria ocorrido oito meses depois que Farrow soube que Allen teve um relacionamento sexual com outra de suas filhas adotivas, Soon-Yi Previn, que se casou com Allen em 1997; Previn estava no primeiro ano de graduação e tinha 21 anos quando Farrow descobriu sobre o relacionamento. Allen alegou que o relacionamento levou Farrow a inventar a alegação de abuso sexual como um ato de vingança. O procurador do estado de Connecticut investigou a alegação, mas não apresentou queixa. A Polícia do Estado de Connecticut encaminhou Dylan para a Clínica de Abuso Sexual Infantil do Hospital Yale-New Haven, que não considerou a alegação credível, sugerindo que ela possivelmente fosse fruto da influência de Mia Farrow. O Departamento de Serviços Sociais de Nova York não encontrou "nenhuma evidência confiável" para apoiar a alegação.
Em resposta à alegação, Allen processou Farrow pela custódia exclusiva de Dylan, Satchel e Moses. Ele perdeu o caso em junho de 1993, embora o juiz concordasse que a alegação de abuso sexual não havia sido provada. As visitas a Dylan foram suspensas por seis meses até que ela se recuperasse do que havia sofrido durante o caso de custódia inicial, enquanto Allen recebia visitas limitadas e supervisionadas com Satchel; Moses, um adolescente, teve permissão para decidir por si mesmo. A decisão foi mantida em recurso em 1994 e 1995.
Dylan repetiu a alegação várias vezes quando adulta. Seu primeiro comentário público foi em uma entrevista com Maureen Orth para aVanity Fair em 2013, seguida por uma carta aberta no New York Times em 2014 e um artigo de opinião no Los Angeles Times em dezembro de 2017. Allen também falou publicamente sobre a alegação, em um artigo de opinião do New York Times e em 2018 numa declaração à CBS News, sempre negando. Mia é acusada de abuso infantil por dois de seus filhos, Moses e Soon-Yi, que também a acusam de falsas alegações e de ter feito "lavagem cerebral" em Dylan. Em uma carta de 2018, Moses, que se sentiu encarregado de vigiar cuidadosamente Dylan na tarde em que ela foi supostamente molestada e que tinha 14 anos na época, explica em detalhes por que acredita que a alegação é falsa e descreve seu apoio forçado a Mia como o maior erro de sua vida. Ele twittou: "Tantas vezes vi minha mãe tentar convencê-la de que foi abusada - e funcionou".

## Contexto

### Allen e Farrow

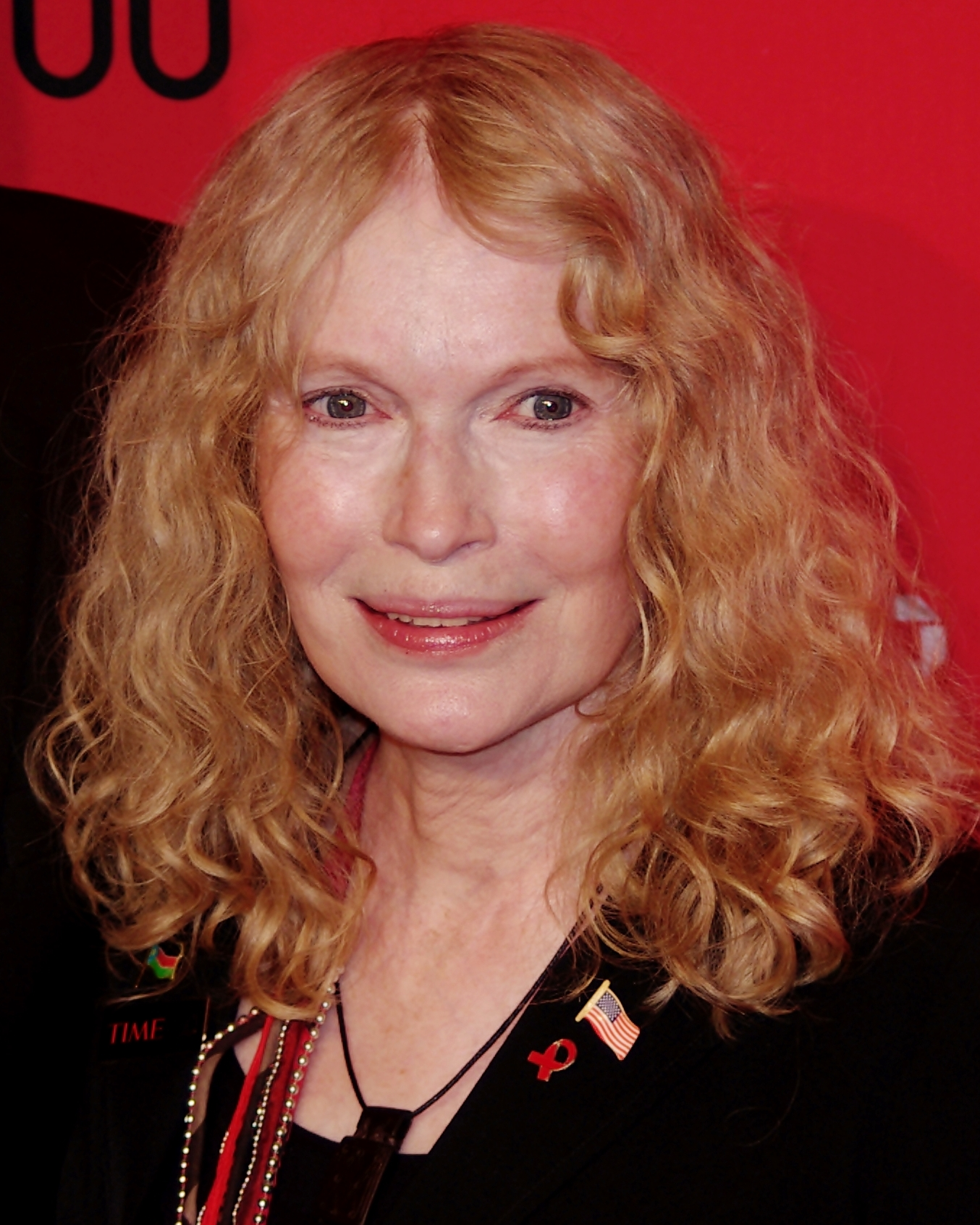
Mia Farrow, 2012

Woody Allen e Mia Farrow tiveram um relacionamento de 12 anos que começou em 1980, período no qual Farrow estrelou 13 de seus filmes. Eles moraram em apartamentos separados em Manhattan durante todo o relacionamento - Farrow no Central Park West  e Allen na Quinta Avenida - e não se casaram; ambos haviam se casado duas vezes antes.
Quando o relacionamento começou, Farrow tinha sete filhos: três filhos biológicos de seu casamento com o compositor André Previn; três meninas adotadas (duas vietnamitas e uma coreana, Soon-Yi Previn); e um menino coreano adotado, Moses. Em julho de 1985, ela adotou Dylan Farrow, do Texas. Allen não estava envolvido na adoção, mas quando Dylan chegou, ele assumiu o papel de pai com ela e começou a passar mais tempo na casa de Farrow. Ele e Farrow foram para a Europa várias vezes com os filhos Farrow-Previn entre 1987 e 1989, embora a investigação judicial tenha concluído que "ele permaneceu distante dos outros filhos da Sra. Farrow, exceto de Moses, com quem era cordial".
Em dezembro de 1987, Farrow deu à luz o filho biológico de Allen, Satchel (mais tarde conhecido como Ronan Farrow). Farrow queria adotar outra criança em 1991; Allen disse que não teria "uma atitude ruim em relação a isso", desde que ela concordasse com a adoção de Dylan e Moses, e em outubro daquele ano ela adotou outra criança vietnamita. A adoção de Dylan e Moses por Allen foi finalizada em 17 de dezembro de 1991.
De acordo com seu testemunho durante o julgamento de custódia, Farrow ficou preocupada com o comportamento de Allen em relação a Dylan em 1987-88. Ela teria dito a Allen que ele estava dando muita atenção a Dylan e falhando em lhe dar "espaço para respirar". Allen supostamente leu para Dylan enquanto estava de cueca, permitiu que ela chupasse seu dedo e se sentava em sua cama pela manhã esperando que ela acordasse. Em outra ocasião, Dylan supostamente se trancou no banheiro por quatro horas quando Allen chegou e ele pediu a um funcionário que arrombasse a fechadura com um cabide. Farrow mais tarde testemunhou que achou o relacionamento de Allen com Dylan nesta época "implacável e avassalador", com "uma qualidade de cortejo"; mas em 1990 ela mudou seu testamento para que, no caso de sua morte, Allen tivesse a custódia de seus filhos menores (Dylan, Satchel e Moses). Além disso, em 1991, ela fez uma declaração juramentada ao juiz promovendo a adoção de Dylan e Moses por Allen, elogiando especialmente as qualidades de Allen como pai de Dylan: "O Sr. Allen é um pai amoroso, carinhoso e atencioso para Dylan e ela só pode se beneficiar por tê-lo como pai adotivo".
Farrow disse a seu terapeuta que temia que Allen "abusasse de Satchel" e que temia que Allen tivesse um relacionamento sexual "com outro homem". A psicóloga da família, Dra. Susan Coates, testemunhou parte do comportamento de Allen e testemunhou durante o julgamento da custódia em 1993 que ela o via não como sexual, mas como "inapropriadamente intenso porque excluía todos os outros". Allen disse mais tarde que prestou atenção extra a Dylan para compensar o tempo que Farrow passava com o recém-nascido Satchel. Segundo Maureen Orth, Allen concordou em 1990 em discutir o assunto em sessões de terapia; mas no julgamento Coates disse que Allen não estava em terapia com ela e que ambos os pais faziam parte da terapia das crianças. Allen queria melhorar como pai, mas não estava em terapia por comportamento inadequado com Dylan ou por qualquer outro problema.

### Relacionamento com a Previn
Em 1991, Allen iniciou um relacionamento com Soon-Yi Previn. De acordo com Allen, começou no final de dezembro de 1991. Em agosto de 1992, Farrow disse a seu advogado, Alan Dershowitz, que Soon-Yi havia contado a ela que o relacionamento com Allen havia começado em 1º de dezembro de 1991. Mais tarde, Farrow alegou que começou enquanto Previn estava em seu último ano do ensino médio, que terminou em junho de 1991. Ela também alegou que Dylan viu Allen e Previn juntos em uma cama no verão ou outono de 1991. O tribunal de apelação concluiu que a relação sexual entre Allen e Soon-Yi começou em dezembro de 1991.
Um ponto de discórdia foi quantos anos Previn tinha na época. Quando Farrow e André Previn adotaram Soon-Yi de Seul em 1977, o tribunal de família de Seul deu a ela um documento de nascimento legal com data de nascimento que constava 8 de outubro de 1970; ela havia sido abandonada e estava morando no Orfanato St. Paul's daquela cidade. De acordo com Farrow, a família considerou sua data de nascimento como 8 de outubro de 1972. A babá de Farrow, Kristi Groteke, lembrou em seu livro Mia & Woody. Love and Betraya que, quando Farrow disse a ela que Allen teve um relacionamento com Soon-Yi em maio de 1992, acreditava que Soon-Yi tivesse 21 anos. O momento do relacionamento tornou-se um problema em parte porque Farrow tentou, sem sucesso, anular a adoção de Dylan e Moses por Allen após a alegação de abuso sexual, alegando que seu relacionamento com Soon-Yi havia começado antes que as adoções fossem finalizadas em 17 de dezembro de 1991.

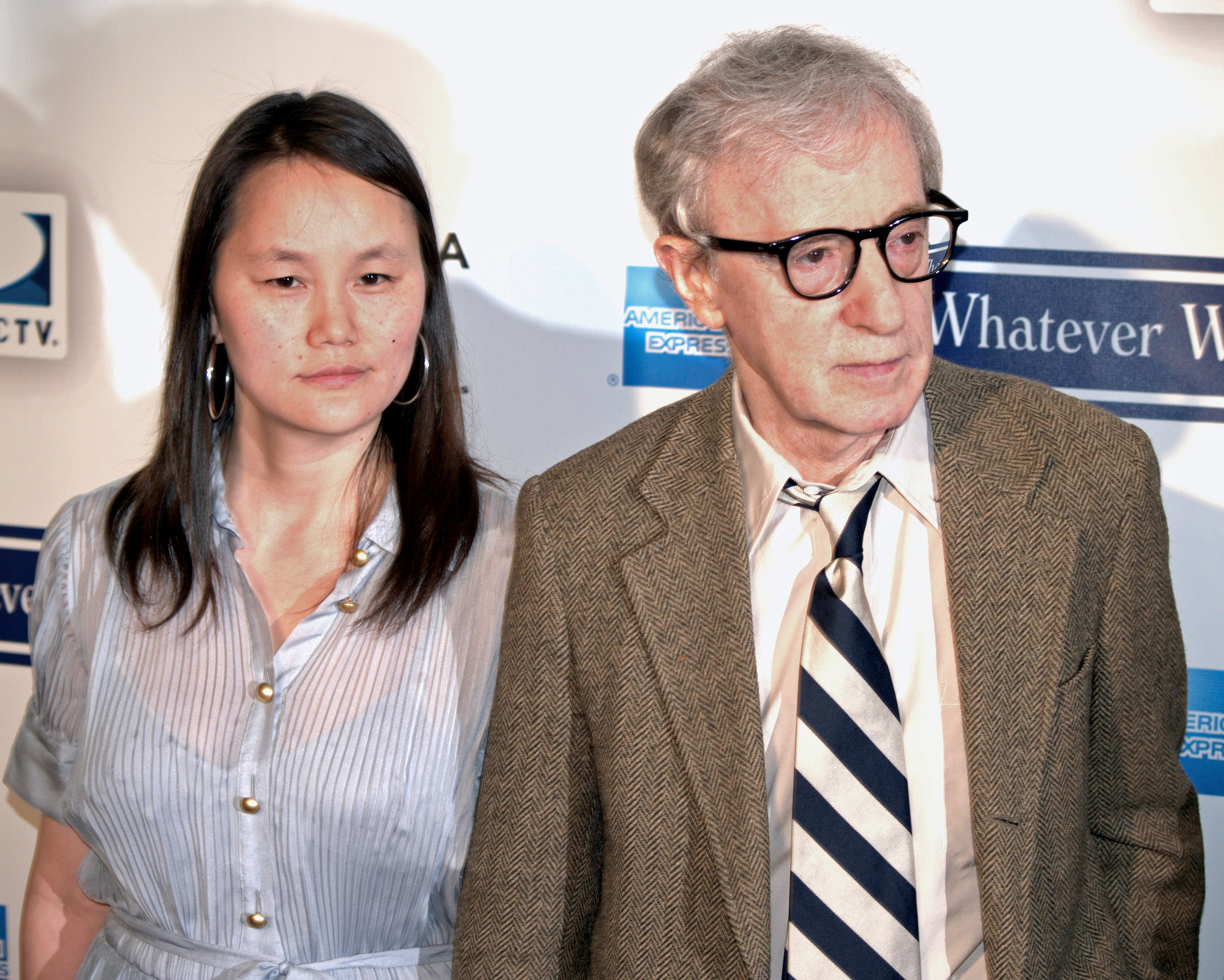
Soon-Yi Previn e Woody Allen em 2009

Durante seu último ano do ensino médio, Soon-Yi disse a Allen que queria ser modelo; ele a aconselhou a se vestir e providenciou fotos profissionais. Ela teria perguntado se poderia acompanhá-lo a um jogo de basquete e, depois de assistir a vários jogos juntos, eles se aproximaram. O relacionamento deles veio à tona em 13 de janeiro de 1992, quando Farrow encontrou fotos Polaroid nuas de Soon-Yi sobre a lareira da casa de Allen. Soon-Yi estava então em seu primeiro ano na Drew University em Nova Jersey. Allen, então com 56 anos, disse a Farrow que havia tirado as fotos no dia anterior e que ele e Soon-Yi fizeram sexo pela primeira vez na última semana de dezembro de 1991. Allen disse no julgamento da custódia em 1993 que considerava as imagens eróticas, mas não pornográficas; o tribunal de apelação disse que não "compartilhava a caracterização do Sr. Allen" das fotos.
Embora a descoberta tivesse chocado a família, Farrow não impediu Allen de visitar sua casa, e completou seu trabalho em Husbands and Wives (1992), o último filme de Allen em que ela apareceu. De acordo com Farrow, Allen disse que seu relacionamento com Soon-Yi havia acabado; ela alegou que Allen pediu a ela para emitir um comunicado de imprensa conjunto, em resposta a rumores sobre o relacionamento, no qual ela confirmaria que não havia nenhuma relação entre Allen e Soon-Yi, mas ela se recusou a fazê-lo. Farrow ficou magoada e com raiva, mas mesmo assim adotou mais duas crianças naquele mês: Tam, uma menina vietnamita cega, e Isaiah Justus, um menino afro-americano.
Allen e Soon-Yi permaneceram em contato; em julho de 1992, ela perdeu o emprego como conselheira de um acampamento de verão no Maine, depois de passar muito tempo ao telefone com um "Sr. Simon", que acabou por ser Allen. Allen diz que quando visitou Connecticut para comemorar o aniversário de Dylan, Farrow deixou um bilhete em uma porta na qual o chamava de "molestador de crianças". Em 1º de agosto de 1992, de acordo com o testemunho de Coates, Farrow telefonou para Coates para dizer que soube que Soon-Yi e Allen ainda estavam em um relacionamento; Farrow ficou angustiada e disse a Coates que, apenas uma semana antes, ela e Allen haviam conversado sobre o casamento. "A Sra. Farrow descreveu o Sr. Allen como satânico e mau", disse Coates, acrescentando que Farrow implorou a ela para "encontrar uma maneira de detê-lo". Allen anunciou publicamente seu relacionamento com Soon-Yi em 17 de agosto de 1992. Ela disse mais tarde naquele mês que Allen nunca foi uma figura paterna para ela. Como Allen e Farrow nunca se casaram e como Allen nunca adotou Soon-Yi, o relacionamento deles não era considerado ilegal. Ambos se casaram em Veneza em 23 de dezembro de 1997.

## Alegação
Em 4 de agosto de 1992, Allen visitou seus filhos na casa de campo de Farrow em Connecticut, enquanto Farrow e uma amiga, Casey Pascal, foram às compras com os dois filhos adotados mais recentemente, Tam e Isaiah.
Presente na casa depois que Farrow saiu estava Dylan; Satchel; a babá de Farrow, Kristie Groteke; a professora de francês das crianças, Sophie Berge; os três filhos de Casey Pascal; e a babá de Casey Pascal, Alison Strickland. Quando Farrow saiu de casa, Moses estava, segundo ela, "saindo sozinho para passear". Moses afirmou que estava na casa quando Allen chegou. No dia seguinte à visita, Strickland disse a sua empregadora que tinha visto Allen se ajoelhar no chão na frente de Dylan, então com sete anos, com a cabeça dele no colo dela de frente para o corpo dela; ela testemunhou nesse sentido durante o julgamento de custódia. Dylan supostamente contou a Farrow o que havia acontecido e que não havia gostado; Farrow telefonou para seu advogado pedindo orientação e foi aconselhada a levar Dylan ao pediatra local. Farrow levou Dylan a Vadakkekara Kavirajan, pediatra regular de Farrow, a quem a menina não fez nenhuma denúncia de abuso, apontando para seu ombro quando o médico perguntou onde Allen a havia tocado.
De acordo com o especialista contratado por Farrow, Stephen Herman, Farrow filmou Dylan respondendo a suas perguntas antes da segunda visita ao pediatra, e Dylan fez a alegação de abuso "aos trancos e barrancos" e de uma forma que "estabeleceu um tom para uma criança sobre como responder". Dylan disse a Farrow que ela tinha estado com Allen no sótão e que ele tocou suas partes íntimas. Segundo a babá de Farrow Monica Thompson, a fita foi gravada ao longo de dois ou três dias. Quando voltaram para ver Kavirajan, Dylan relatou ter sido abusada. Kavirajan então informou as autoridades, embora tenha dito que não encontrou nenhuma evidência física de abuso sexual. Kavirajan disse mais tarde a um entrevistador que ele era "obrigado pela lei estadual" a denunciar qualquer alegação de abuso infantil. Susan Coates informou Allen sobre a alegação durante uma das sessões em que ele estava participando da terapia de Satchel; ele respondeu: "Estou completamente pasmo", repetindo várias vezes.
Em agosto de 1992, Rosanna Scotto, repórter da Fox-TV News, relatou que Farrow lhe enviou uma cópia da gravação que mostrava Dylan acusando o pai. Allen considerou “injusto e deplorável” que Farrow divulgasse a fita a qualquer pessoa, exceto às autoridades competentes, neste caso a Polícia do Estado de Connecticut.

## Ação legal

### Procedimentos de custódia e declarações
Farrow contratou o advogado Alan Dershowitz para propor a Allen que resolvessem o assunto sem qualquer divulgação pública. Allen rejeitou a proposta.
Em 13 de agosto de 1992, uma semana depois de ser informado sobre a alegação, Allen iniciou um processo na Suprema Corte de Nova York pela custódia exclusiva de Dylan, Moses e Satchel. A mãe de Farrow, a atriz Maureen O'Sullivan, divulgou um comunicado em 15 de agosto criticando Allen e dizendo que Farrow contratou Dershowitz. Dois dias depois, Allen divulgou seu primeiro comentário público sobre seu relacionamento com Previn: "Em relação ao meu amor por Soon-Yi: é real e felizmente verdadeiro. Ela é uma mulher adorável, inteligente e sensível que mudou e continua a mudar minha vida de uma maneira maravilhosamente positiva."
Em 18 de agosto, Allen deu uma entrevista coletiva no Plaza Hotel chamando a alegação de abuso sexual de "manipulação inescrupulosa e terrivelmente prejudicial de crianças inocentes por motivos vingativos e egoístas". Ele alegou que, durante uma reunião em 13 de agosto, os advogados de Farrow exigiram entre 5 e 8 milhões de dólares como "suborno". Dershowitz respondeu que os advogados sugeriram que Allen pagasse uma quantia fixa em pensão alimentícia, em vez de mensal, para reduzir a interação de Allen com Farrow. Seria 17.000 dólares por mês até que cada criança atingisse a idade de 21 anos, 900.000 dólares para mensalidades da faculdade e 2.500.000 dólares para a própria Farrow como compensação por sua perda de renda nos próximos 10 anos. Os advogados de Allen declararam que a proposta de Farrow era que, em troca do dinheiro, ela retiraria as acusações de abuso sexual. Dershowitz negou categoricamente, dizendo que estava tentando chegar a um acordo que permitisse que o assunto não se tornasse público e convencesse a polícia em Connecticut de que era melhor não intervir e "descriminalizar" o caso, e que a proposta era completamente separada e independente da proposta econômica. Em 20 de agosto, o publicitário de Allen anunciou que ele havia passado em um teste do detector de mentiras administrado por Paul Minor, que por muitos anos comandou a divisão de polígrafos do FBI. Allen afirmou que sugeriu a Mia que também fizesse o teste, tendo ela recusado. No dia seguinte, em entrevista a Walter Isaacson da revista Time, Allen chamou as fotos nuas de Previn de "uma brincadeira de momento". Sobre o relacionamento, ele disse: "Eu não sentia que só porque ela era filha de Mia, havia um grande dilema moral. Foi um fato, mas não de grande importância."
Durante o outono de 1992, a Polícia Estadual de Connecticut entrevistou Dylan usando bonecos anatômicos. A última das entrevistas ocorreu em 30 de dezembro de 1992, durante a qual Dylan inseriu o pênis do boneco masculino na vagina da boneca feminina. Quando a polícia perguntou por que ela sabia que as bonecas se encaixavam assim, ela disse a eles que durante o verão Satchel e ela testemunharam como Allen introduziu seu pênis na vagina de Soon-Yi. "Papais não fazem isso", disse ela, segundo o comunicado, e "papais não devem agir como namorados". Eleanor Alter revelou isso durante uma audiência no tribunal sobre os direitos de visita de Allen durante o processamento do procedimento. A sessão foi suspensa devido à gravidade da denúncia.
Entre setembro e novembro de 1992, Dylan foi entrevistada por especialistas do hospital de Yale-New Haven. Um dos aspectos que estas sessões exploraram foi a relação entre namorados e namoradas. Em novembro de 1992, esse relacionamento consistia para Dylan em "beijos e abraços". A investigação judicial concluiu que a relação sexual entre Soon Yi e Allen começou em dezembro de 1991. Allen negou as alegações de Dylan de que ela havia testemunhado ele e Previn fazendo sexo no verão de 1991, insistindo que o relacionamento sexual deles só começou em dezembro. Allen também atacou Farrow, afirmando: "Acho que quando Mia precisa de algo, ela pega nossa filha e a faz dizer isso."
Allen e Farrow chegaram a um acordo segundo o qual Allen não começaria as visitas a Dylan imediatamente e Farrow forneceria um terapeuta para ela.

### Equipe do Hospital Yale-New Haven
Em 17 de agosto de 1992, a Polícia Estadual de Connecticut anunciou que estava investigando a alegação de abuso sexual. Em setembro, a promotoria estadual encaminhou Dylan para a Clínica de Abuso Sexual Infantil do Hospital Yale New Haven. As principais questões eram se Dylan estava dizendo a verdade e se ela foi abusada sexualmente. Frank Maco, procurador estadual do distrito de Litchfield, declarou em 1997 que pediu à Clínica de Abuso Sexual Infantil para avaliar se Dylan seria uma testemunha viável. Os profissionais da clínica se reuniram com a polícia e Maco para informações preliminares. Entre 18 de setembro e 13 de novembro, eles conduziram nove entrevistas separadas com Dylan e sua mãe. Em 14 de outubro, eles entrevistaram Groteke e, entre 17 de novembro e 7 de janeiro, três entrevistas com Allen. Finalmente, eles se encontraram com Farrow para revisar a gravação que ela havia feito de Dylan entre 5 e 6 de agosto. Berge, a outra babá presente em 4 de agosto, também foi entrevistada, assim como as duas psicoterapeutas que tratam das crianças, Coates e Nancy Schultz. O diretor médico da Clínica de Abuso Sexual Infantil, Dr. John M. Leventhal, assinou o relatório da equipe enquanto Dylan era entrevistada pelos assistentes sociais. Concluído em março de 1993, o relatório concluía: "É nossa opinião especializada que Dylan não foi abusada sexualmente pelo Sr. Allen."
A equipe propôs o estudo como uma tentativa de corroborar ou refutar algumas dessas hipóteses básicas:
- 1. Que as alegações de Dylan eram verdadeiras e Allen a havia abusado sexualmente.

- 2. As declarações de Dylan não eram verdadeiras, mas foram feitas por uma menor emocionalmente vulnerável, presa em uma situação familiar perturbada como resposta ao estresse.

- 3. Que Dylan havia sido instruída ou influenciada por sua mãe sobre o que dizer.

A equipe descartou a primeira possibilidade, mas não afirmou qual das hipóteses restantes era verdadeira. Considerou a melhor explicação para a alegação uma combinação das duas.
Os membros da equipe eram Leventhal; Dra. Julia Hamilton, que também foi assistente social e co-diretora do Programa de Abuso Infantil do Yale Medical Center; e a assistente social Jennifer Sawyer, que tinha mestrado em serviço social e dez anos de experiência. Os assistentes sociais se encontravam com Dylan em Yale New Haven todas as sextas-feiras por cerca de uma hora. Groteke foi entrevistado por três horas. Maureen Orth afirmou que sua conclusão foi baseada, em parte, na visão de que Dylan tinha dificuldade em contar uma história consistente e sofria de "distúrbios de pensamento". Segundo o relatório, as inconsistências nas falas de Dylan, a falta de espontaneidade e a impressão de repetir algo aprendido foram o principal motivo das conclusões. O relatório também enfatizou que Dylan sentiu que ela tinha que resolver os problemas de sua mãe, e indicou que a relação entre Farrow, Dylan e Satchel era muito conturbada e exigia psicoterapia intensiva imediata. A equipe destruiu as notas originais ao incorporar seu conteúdo ao relatório. O relatório foi imediatamente enviado à polícia estadual, que informou Farrow naquele dia. Maco disse a um repórter em 1997 que Yale "pegou o caso e fugiu com ele".

### Julgamento de custódia

#### Testemunho
As audiências de custódia começaram em 19 de março de 1993, na Suprema Corte Estadual de Manhattan, e terminaram em 4 de maio. Jornalistas foram permitidos no tribunal, mas câmeras de televisão e microfones não. Ao depor no primeiro dia, Allen disse que a alegação era a vingança de Farrow por seu relacionamento romântico com Soon-Yi. Ele descreveu a raiva dela quando ela o fez.

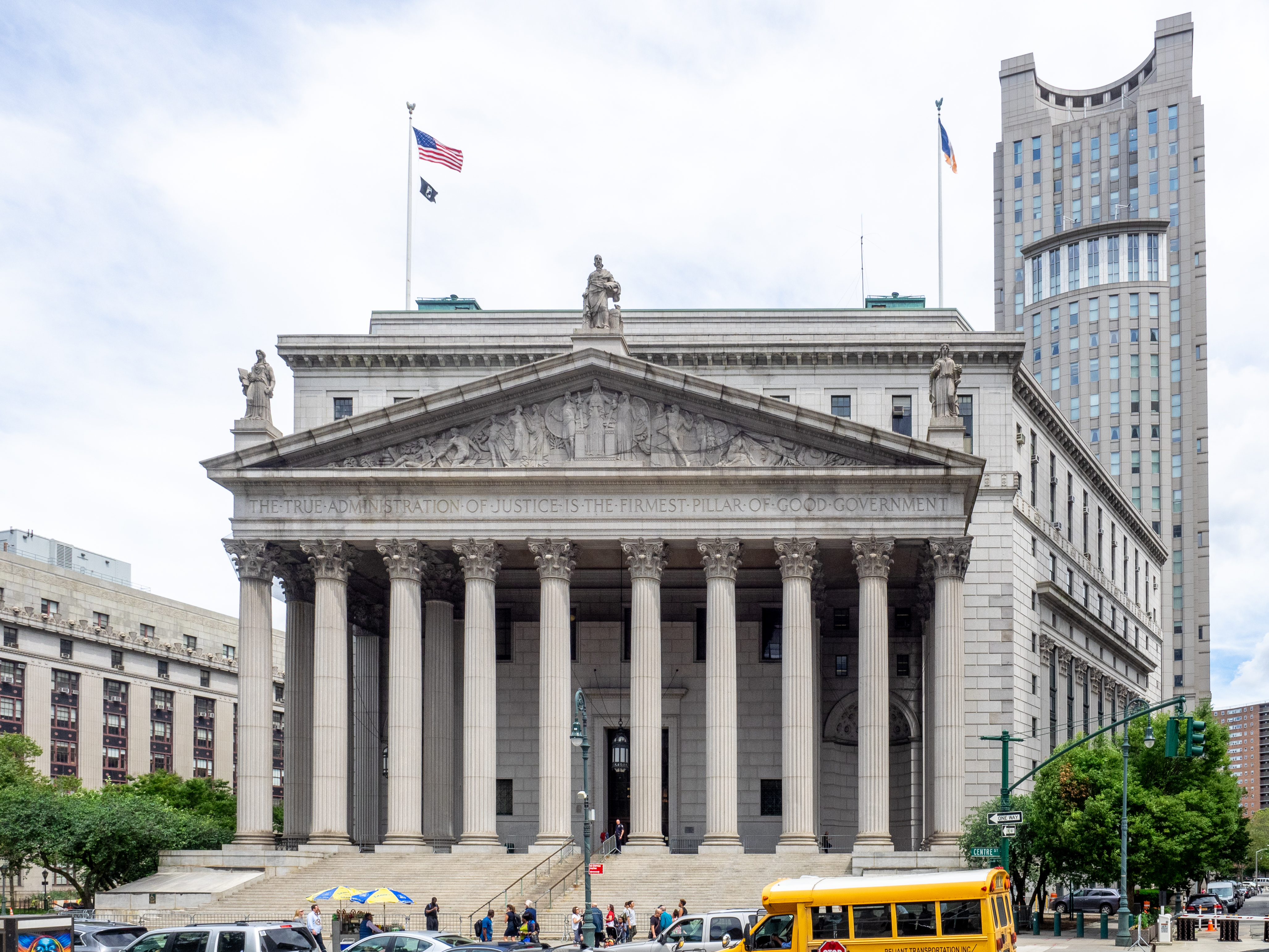
Supremo Tribunal do Estado de Nova York

Groteke, a babá de Farrow, testemunhou em abril que por cerca de 15 a 20 minutos na tarde em questão, ela não conseguiu encontrar Dylan ou Allen na casa; ela presumira que eles estivessem do lado de fora com as outras crianças. Allen disse que tinha ido ao banheiro durante o período disputado. Berge testemunhou que notou que Dylan não estava usando calcinha sob o vestido naquele dia. Outra babá de Farrow, Monica Thompson, que não estava presente na casa naquele dia, disse aos advogados de Allen em dois depoimentos em fevereiro de 1993 que se sentiu pressionada por Farrow a apoiar a alegação. Thompson disse que Groteke também tinha reservas; de acordo com Thompson, Groteke disse a ela, dias depois que a alegação foi feita, que ela "não teve Dylan fora de vista por mais de cinco minutos. Ela não se lembrava de Dylan sem a calcinha." Groteke reconheceu que teve essa conversa, mas admitiu apenas ter dito a Thompson que não se lembrava de ter perdido Dylan de vista. Thompson, que era babá de Dylan desde que a menina tinha dois meses, também disse que as acusações feitas por Farrow contra Allen "não eram verdadeiras" e que Farrow, ao retornar da segunda consulta médica, parecia “muito feliz e animada por si mesma”. Thompson acrescentou que, quase imediatamente após o suposto incidente, Moses lhe disse que acreditava que Mia havia inventado a acusação. Mavis Smith, governanta de Farrow por 13 anos, disse que achava Allen um bom pai e que nunca tinha visto Allen fazendo nada sexual com Dylan ou Satchel.
Coates testemunhou que Farrow ficou tão zangada com Allen quando ela descobriu seu relacionamento com Previn que temeu pela segurança dele. Coates também testemunhou que Farrow estava extremamente calma quando ligou para ela dizendo que Dylan começou a reclamar que Allen havia a abusado. O advogado de Farrow acusou Coates de credulidade por ter aceitado a versão de Allen dos eventos. Farrow e Allen contrataram Schultz em abril de 1991 porque a criança "vivia em seu próprio mundo de fantasia". Schultz testemunhou que Dylan ficou "absorvida no que é a fantasia [e] que se tornou real". Nem Coates nem Schultz acreditavam que havia ocorrido abuso sexual. Um dos advogados de Allen alegou que os advogados de Farrow sugeriram que "as acusações poderiam ser retiradas" se Allen concordasse em pagar cerca de milhões de dólares. Dershowitz, representando Farrow, disse que houve uma sessão "exploratória" para tentar uma mediação. "Descrever isso como uma reunião extorsiva é ridículo", disse ele. Ele acrescentou que os advogados de Allen estavam "tentando armar uma armadilha, a armadilha falhou e agora eles testemunham como se a armadilha tivesse funcionado". Um dos advogados de Allen reconheceu, quando interrogado, que a discussão sobre dinheiro estava relacionada principalmente à educação e assistência médica das crianças, bem como ao dinheiro devido pelo trabalho de Farrow no cinema para Allen. Levett, o advogado de Farrow, reconheceu que sugeriu vários valores para chegar a um acordo "para pensão alimentícia, incluindo ajuda doméstica: 17.000 dólares por mês até que o mais novo dos filhos completasse 21 anos, cerca de 2,5 milhões de dólares considerando inflação e juros. Para mensalidades, supondo que todos os três fossem para a faculdade: 800.000 a 900.000 dólares. Mais despesas médicas não especificadas e despesas psiquiátricas. Pode haver uma reivindicação de danos para Dylan, que acusou seu pai de molestá-la. E alguma compensação para Mia Farrow, que ganhava 300.000 dólares por ano por seus papéis nos filmes anuais de Allen e tinha direito a essa quantia por cinco a dez anos, agora que estava desempregada." Dershowitz ecoou o testemunho de Levett, mas disse que foi feita uma proposta para interceder na investigação de abuso infantil em favor de um acordo privado. Ele acrescentou que a oferta "não foi baseada em nenhum pagamento". Em 14 de outubro de 1992, Dershowitz disse ao entrevistador Charlie Rose: "Acho que nunca teve que sair. Se ele [Woody Allen] não tivesse entrado com esse processo, acho que ninguém saberia da história hoje e acho que seria resolvido discretamente nos bastidores."
Leventhal testemunhou por depoimento em 20 de abril de 1993. Ao resumir as descobertas coletivas de sua equipe de especialistas, Leventhal testemunhou que as declarações de Dylan nas entrevistas no hospital eram inconsistentes entre si e com história que ela contou na fita de vídeo feita por Farrow. "Essas não foram inconsistências menores", disse ele. “Ela nos disse inicialmente que não havia sido tocada na área vaginal, e depois nos disse que sim, e depois nos disse que não.” Após citar as inconsistências no relato de Dylan, ele disse que uma vez que a hipótese de que a narrativa de Dylan correspondia a eventos que realmente aconteceram foi descartada, a equipe de Yale New Haven "tinha duas hipóteses: uma, que essas eram declarações feitas por uma criança emocionalmente perturbada e, em seguida, ficou fixo em sua mente, e a outra hipótese era que ela foi treinada ou influenciada por sua mãe. Não chegamos a uma conclusão firme. Achamos que provavelmente foi uma combinação." Farrow e Allen contrataram testemunhas especializadas para discutir o relatório. Anne Meltzer, uma psicóloga forense, testemunhou para Allen que o relatório "chegou a conclusões que foram bem apoiadas pelos dados coletados". Ela disse que a fita de Dylan fazendo a alegação era "defeituosa" porque não havia sido filmada por um profissional. Meltzer também disse que era “incomum” uma criança falar sobre abuso sexual logo após sua ocorrência.  Stephen Herman, um psiquiatra infantil, testemunhou para Farrow que o relatório era "seriamente falho" e que não havia encontrado evidências de um distúrbio de pensamento nas declarações de Dylan, mas que o relatório não era tendencioso e que, à luz das evidências, ele não pôde chegar a nenhuma conclusão sobre a alegação de abuso. Para Charles Patrick Ewing e Joseph McCann, a crítica mais prejudicial ao relatório foi que a equipe havia destruído suas anotações das entrevistas que conduziu, o que significava que o tribunal não poderia testar a validade das conclusões do relatório; eles escrevem que os peritos forenses têm a obrigação de reter suas anotações para revisão. Outra crítica foi que a equipe não estava disposta a testemunhar no tribunal, exceto por meio do depoimento de Leventhal. Herman também reconheceu que a fita de Dylan fazendo a alegação era falha porque foi feita de uma forma que "estabeleceu um tom para uma criança sobre como responder". Ele também concluiu que não fazia sentido avaliar Dylan novamente sobre a alegação. Richard Marcus, ex-chefe da Unidade de Crimes Sexuais de Manhattan, que também testemunhou no julgamento da custódia que revisou a fita que Farrow, alegou que o conteúdo da fita não era uma prova credível: "Concluí que faltava credibilidade à criança, pois a maneira como as perguntas foram feitas (por Farrow) e as declarações feitas não me convenceram de que o incidente havia, de fato, ocorrido". Marcus disse também que foi a primeira vez em sua experiência que uma mãe gravou uma filha para obter provas em um caso de abuso e que isso 'violava os princípios da investigação objetiva'.
Todos os especialistas em psiquiatria que testemunharam no julgamento concordaram que Allen foi capaz de desempenhar um papel benéfico na terapia de Dylan.

#### Decisão
Em sua decisão de 33 páginas em junho de 1993, o juiz Elliott Wilk rejeitou a oferta de Allen pela custódia dos três filhos e rejeitou a alegação de abuso sexual, negou a Allen direitos imediatos de visita com Dylan, dizendo que o comportamento de Allen em relação a Dylan que era "grosseiramente inapropriado e que medidas devem ser tomadas para protegê-la", enquanto apontava que o comportamento inadequado de Allen não era de natureza sexual. Rejeitando o retrato de Allen de Farrow como uma "mulher desprezada", Wilk disse que não havia nenhuma evidência confiável de que ela havia treinado Dylan, embora a fita de vídeo que ela fez de Dylan comprometesse a investigação de abuso sexual, e criticou Allen por sua "estratégia de julgamento" de transformar familiares e funcionários uns contra os outros. A relutância da equipe de Yale New Haven em testemunhar no tribunal, exceto por meio do depoimento de Leventhal, juntamente com a destruição de suas anotações, tornou seu relatório, escreveu ele, "higienizado e, portanto, menos confiável". Wilk chamou o caso de "frívolo" e ordenou que Allen pagasse os custos de Farrow. Em relação à alegação de abuso, Wilk concluiu que as evidências não sustentavam que isso tivesse ocorrido, embora ele não tivesse certeza de que as evidências demonstrassem conclusivamente que não. Wilk não solicitou uma nova bateria de testes forenses com Dylan porque todos os especialistas concordaram com as conclusões do relatório limitado e porque, após o período de tempo decorrido, não seria benéfico ou forneceria informações úteis.

### Investigação criminal
Interrogando para o advogado de Allen, em março de 1993, Mia testemunhou que Dylan disse a ela que havia sido molestada sexualmente por seu pai adotivo no verão de 1992, admitindo que a menina não contaria a um médico sobre o abuso, e que um exame médico alguns dias depois não mostrou nenhum sinal disso. Mia afirmou que começou a filmar a garota porque "queria que isso fosse documentado, porque já havia acontecido antes". Allen e seus advogados sugeriram que o vídeo, que tem várias paradas e recomeços, refletiram os esforços de Farrow para persuadir a garota a dar respostas falsas. Mia negou, dizendo que simplesmente ligava a máquina toda vez que Dylan começava a falar sobre o incidente. Farrow também testemunhou que temia que Allen tivesse uma ligação sexual com Dylan desde que ela tinha 2 anos e meio ou 3 anos de idade. A defesa de Allen questionou sua afirmação ao mostrar que ela havia consentido com a adoção em 1991 de Moses e Dylan.
Em 24 de setembro de 1993, Maco deu uma entrevista coletiva para dizer que não prosseguiria com a acusação de abuso sexual, apesar de ter causa provável, citando o desejo de não traumatizar Dylan. No comunicado oficial da decisão da acusação, Maco reconheceu que mesmo no caso de prisão preventiva e com um padrão de prova mais favorável para a acusação do que "além de qualquer dúvida razoável", tinha sido impossível chegar à conclusão de que o abuso havia ocorrido. Ele também disse que a natureza da prova era um terreno fértil para a defesa e "não teria o mesmo probatório que teve no caso de custódia da Suprema Corte de Nova York" e que considerava seu dever "evitar o risco injustificável de expor um criança aos rigores e incertezas de uma acusação questionável".
Em uma carta ao Departamento de Serviços Sociais de Nova York, a psicoterapeuta de Allen, Kathryn Prescott, disse que seu perfil psicológico "definitivamente não era o de um agressor sexual" e também disse: "Nunca houve qualquer sugestão de perversão sexual/comportamento sexual desviante". O Departamento de Serviços Sociais de Nova York encerrou sua própria investigação de 14 meses em outubro de 1993; sua carta a Allen declarava: "Nenhuma evidência confiável foi encontrada de que a criança mencionada neste relatório tenha sido abusada ou maltratada. Este relatório foi, portanto, considerado infundado." Uma investigação chegou a ser aberta para apurar se funcionários de alto escalão da Administração de Recursos Humanos haviam suprimido a investigação sobre Woody Allen depois de um artigo no New York Observer mencionar que um assistente social designado, identificado como Paul Williams, que estava disposto a abrir uma investigação criminal contra Allen foi transferido do caso. O advogado de Allen, Elkan Abramowitz, citando um arquivo da Administração de Recursos Humanos da cidade de Nova York, afirmou que relato do jornal foi baseado em uma leitura incompleta do arquivo, e que o investigador foi retirado do caso por causa de críticas à sua conduta por algumas das pessoas que entrevistou.  "Ele agiu de forma grosseira e parecia ser tendencioso" contra Allen, disse o advogado.
Allen apresentou queixas à Comissão de Justiça Criminal de Connecticut e ao advogado estadual sobre a declaração de Maco sobre a causa provável. O primeiro indeferiu a denúncia em novembro de 1993. Em fevereiro de 1994, o Comitê de Reclamações estadual decidiu que, embora Maco não tivesse violado o código de conduta do estado para advogados, sua declaração era motivo de "grave preocupação". Além disso, Maco havia enviado uma cópia de sua declaração ao juiz que estava decidindo se anularia a adoção de Dylan e Moses por Allen. Esse ato foi "inapropriado, não solicitado e potencialmente prejudicial", decidiu o painel.

### Recursos de Allen e outras ações legais
Em dezembro de 1992, Farrow iniciou uma ação legal malsucedida para anular a adoção de Dylan e Moses por Allen. Sua posição foi baseada em parte em sua visão de que o relacionamento romântico de Allen com Previn havia começado antes da adoção ser finalizada em 17 de dezembro de 1991. Allen disse que a relação sexual começou na última semana de 1991. Ele se ofereceu para não apelar da decisão de custódia se Farrow desistisse de sua tentativa de anular a adoção de Dylan e Moses, mas ela recusou.
Em janeiro de 1994, Allen apelou da decisão de Wilk. Sobre a alegação de abuso sexual, o tribunal de apelação concluiu que "as evidências em apoio às alegações permanecem inconclusivas", afirmou que sua "revisão do registro milita contra a conclusão de que a Sra. Farrow forjou as alegações sem qualquer base" e corrigiu explicitamente Wilk, afirmando que a visão da equipe de Yale-New Haven de que Dylan tinha uma tendência a "retirar-se para a fantasia" e que ela havia dado relatos inconsistentes deveria ser levada em consideração. Como elementos que sugerem que o abuso poderia ter ocorrido, mas insuficientes para que essa conclusão seja mais provável do que o contrário, o tribunal listou "o testemunho prestado no julgamento pelos indivíduos que cuidaram das crianças naquele dia, a fita de vídeo de Dylan feita pela Sra. Farrow, no dia seguinte e os relatos do comportamento de Dylan em relação ao Sr. Allen antes e depois do suposto caso de abuso." O tribunal criticou as habilidades parentais de Allen e o relacionamento com Previn. O recurso falhou, embora dois dos cinco juízes tenham dito que os direitos de visita em relação a Satchel eram muito restritivos. Allen apelou novamente e, em julho de 1995, o Tribunal de Apelações de Nova York manteve a decisão original.

## Histórico de declarações

### 1992: Soon-Yi mencionando a violência de Mia
Soon-Yi escreveu em 1992 que Allen nunca foi uma figura paterna para ela, mas apenas "o homem que por acaso é o ex-namorado de Mia." Mia sempre foi muito temperamental e dada a ataques de raiva que aterrorizavam todas as crianças. Eles não podem falar livremente porque ainda dependem dela. Mas eles realmente podiam contar histórias e tenho certeza que um dia contarão. É verdade que Mia foi violenta comigo e tenho provas conclusivas, mas espero que ela e Woody possam de alguma forma evitar um julgamento de custódia."

### 1997:What Falls Away
Nas memórias de Mia Farrow de 1997, What Falls Away, Farrow repetiu a acusação de que Allen havia abusado sexualmente de Dylan. A alegação foi mencionada em várias resenhas do livro.

### 2013: Dylan aparece em público
O primeiro comentário público de Dylan foi em uma entrevista com Maureen Orth para aVanity Fair em 2013.

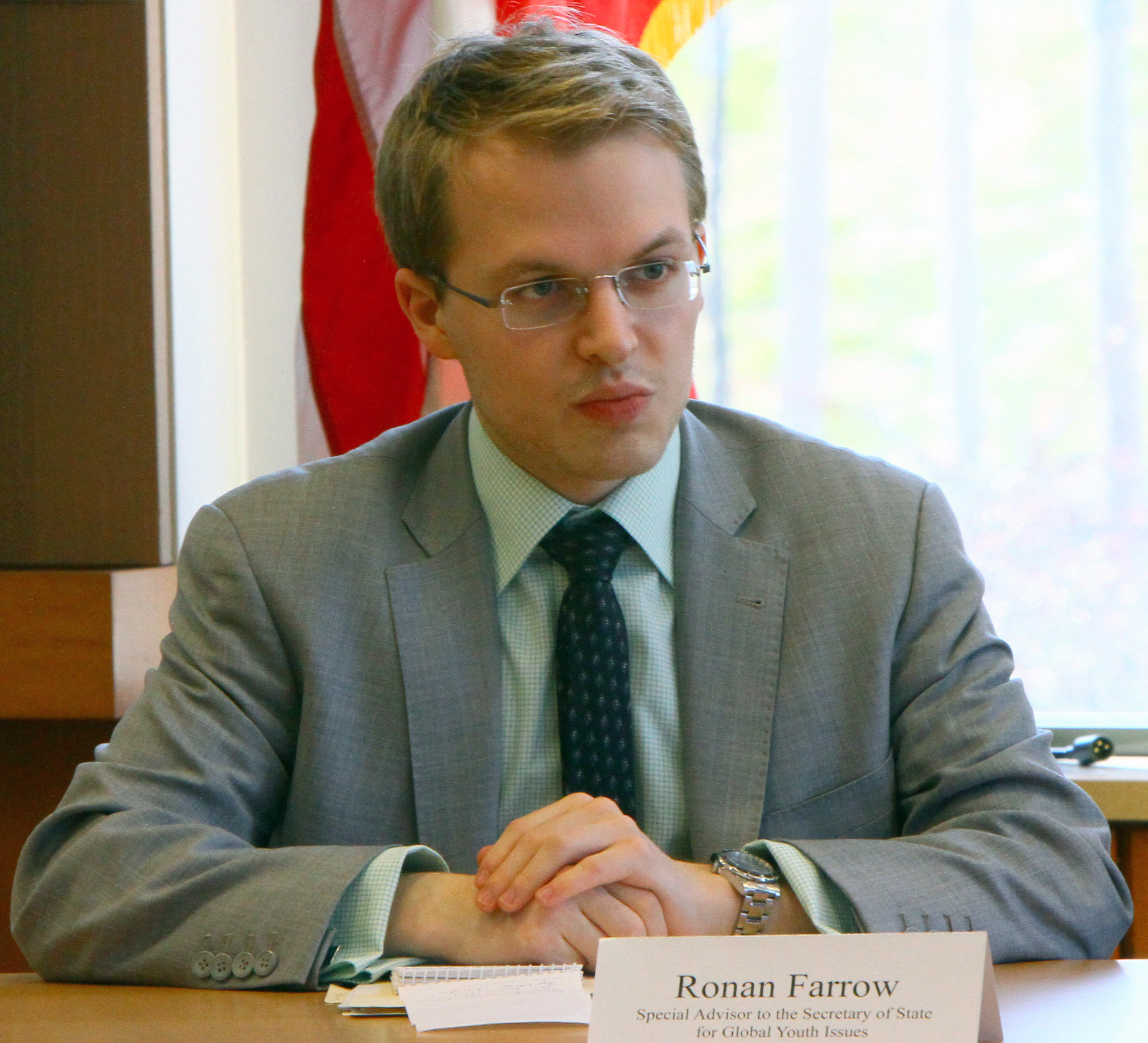
Ronan Farrow, 2012

Quando Allen ganhou o Prêmio Cecil B. DeMille, no Globo de Ouro em janeiro de 2014, Farrow e Satchel (agora com o nome de Ronan Farrow e trabalhando como jornalista) tuitaram objeções. Dylan, então com 28 anos, repetiu a acusação de abuso sexual no mês seguinte em uma carta aberta no blog do New York Times de Nicholas Kristof, um amigo da família. Escrevendo que Allen a fazia se sentir desconfortável "desde que [ela] conseguia se lembrar", ela alegou, por exemplo, que ele iria para a cama com ela de cueca e que ela se esconderia para evitá-lo. Ela escreveu que, quando tinha sete anos, Allen disse a ela "para deitar de bruços e brincar com o trem elétrico do meu irmão. Então ele me agrediu sexualmente." Allen chamou as alegações de "falsas e vergonhosas" e respondeu com um artigo de opinião no Times. Ronan observou que o Times permitiu que a carta aberta de Dylan tivesse 936 palavras no blog de Kristof, enquanto o artigo de opinião de Allen tinha o dobro do tamanho e foi publicado na edição impressa.
Ronan, que tinha 4 anos em 1992, tem criticado Allen por vários anos; em 2011, ele twittou: "Ele é meu pai casado com minha irmã. Isso faz de mim seu filho e seu cunhado. Isso é uma transgressão moral."

### A resposta de Moses Farrow a Dylan e as acusações contra Mia
O irmão de Dylan, Moses, que tinha 14 anos em 1992, se reconciliou com Allen e está afastado da família Farrow. Quando Dylan publicou sua carta aberta, ele disse em uma entrevista que várias pessoas estiveram na casa no dia e que "ninguém, nem meu pai ou minha irmã, estava em nenhum espaço privado". Ele afirmou que Farrow cultivou um clima no qual ele e seus irmãos se sentiram compelidos a apoiar seus pontos de vista e que ela o abusou física e emocionalmente. Moses repetiu as acusações em 2017 para Eric Lax, um dos biógrafos de Allen.

### 2017/2018: opinião e entrevista de Dylan
Em dezembro de 2017, após o escândalo de Harvey Weinstein, Dylan escreveu um artigo de opinião no Los Angeles Times perguntando: "Por que a revolução #MeToo poupou Woody Allen?" Ela repetiu a alegação de abuso sexual em janeiro de 2018 em uma entrevista na televisão com Gayle King para CBS This Morning.

### Resposta de Allen à entrevista de Dylan
Allen emitiu uma declaração em resposta:
Embora a família Farrow esteja cinicamente usando a oportunidade oferecida pelo movimento Time's Up para repetir essa alegação desacreditada, isso não a torna mais verdadeira hoje do que era no passado. Nunca molestei minha filha – como todas as investigações concluíram há um quarto de século. 

### Maio de 2018: Carta de Moses defendendo Allen e acusando Farrow de abuso infantil
Em janeiro, Moses já havia reagido em sua conta no Twitter às novas declarações de Dylan, explicando que havia visto Mia Farrow em várias ocasiões tentando convencer Dylan de que ela havia sido abusada. Em 23 de maio de 2018, Moses postou online uma longa carta aberta com novos elementos, na qual alegou em detalhes que Farrow abusou física e emocionalmente dele e de Soon-Yi: "Ela me bateu incontrolavelmente por todo o corpo. Ela me deu um tapa, me empurrou para trás e me bateu no peito, gritando: 'Como você ousa dizer que sou mentirosa na frente do meu amigo? Você é um mentiroso patológico. Fui derrotado, esvaziado, espancado e abatido". Quando Soon-Yi era jovem, Mia uma vez jogou uma grande peça central de porcelana em sua cabeça. Felizmente, errou, mas os pedaços estilhaçados atingiram suas pernas. Anos depois, Mia bateu nela com um receptor de telefone." Moses também diz que Farrow tratou seus filhos biológicos melhor do que os adotivos, e que Mia fez uma "lavagem cerebral" em seus filhos para aceitar sua versão.
Moses afirma que, na tarde do suposto abuso, ele estava em casa: "Como o 'homem da casa' naquele dia, prometi ficar atento a qualquer problema e estava fazendo exatamente isso. Lembro-me de onde Woody estava sentado na sala de TV e posso imaginar onde Dylan e Satchel estavam. Não que todos ficassem grudados no mesmo lugar, mas eu deliberadamente me certifiquei de observar todos indo e vindo. Eu me lembro que Woody saía da sala de vez em quando, mas nunca com Dylan. Ele entrava em outra sala para fazer uma ligação, ler o jornal, usar o banheiro ou sair para tomar um pouco de ar e caminhar ao redor do grande lago da propriedade." Moses também afirmou que a memória que sua irmã tem de ter sido abusada enquanto concentrava sua atenção em um trem elétrico não é possível: "É uma narrativa precisa e convincente, mas há um grande problema: não havia trem elétrico naquele sótão. De fato, não havia como as crianças brincarem lá em cima, mesmo que quiséssemos. Era um espaço de rastreamento inacabado, sob um telhado de duas águas em ângulo agudo, com pregos e tábuas expostas, ondas de isolamento de fibra de vidro, cheio de ratoeiras e excrementos e fedendo a naftalina, e abarrotado de baús cheios de roupas de segunda mão e velhos guarda-roupas da mãe. A ideia de que o espaço poderia acomodar um conjunto de trem elétrico em funcionamento, circulando pelo sótão, é ridícula."
Moses escreveu que Thompson viu Farrow filmando Dylan no que parecia ser um esforço para treiná-la. Ele alegou ainda que Farrow levou alguns de seus filhos ao suicídio: "A maioria das fontes da mídia afirma que minha irmã Tam morreu de 'insuficiência cardíaca' aos 21 anos. Na verdade, Tam lutou contra a depressão durante grande parte de sua vida, uma situação exacerbada pela recusa de minha mãe em obter sua ajuda, insistindo que Tam era apenas 'mal-humorada'. Uma tarde em 2000, depois de uma briga final com Mia, que terminou com minha mãe saindo de casa, Tam cometeu suicídio por overdose de comprimidos."
Sobre o tímido apoio que deu a Mia quando era adolescente, Moses afirmou: "Durante a audiência de custódia, minha mãe insistia em como precisávamos ficar juntos como uma família. Assustado e abatido, eu também fiz minha parte. Até escrevi uma carta condenando Woody, dizendo que ele havia feito algo horrível e imperdoável e quebrou meus sonhos. Eu até li a carta para a mídia que agora se reunia regularmente no final da nossa garagem, sabendo que isso ganharia a aprovação de minha mãe. Essa denúncia pública de meu pai continua sendo o maior arrependimento da minha vida."

### 2018: Soon-Yi defende Allen e acusa Farrow de abuso
Em um artigo no Vulture, Previn relatou supostos casos de abuso: "Mia costumava escrever palavras no meu braço, o que era humilhante, então eu sempre usava camisas de manga comprida. Ela também me inclinava de cabeça para baixo, segurando-me pelos pés, para fazer o sangue escorrer para a minha cabeça. Porque ela pensou - ou ela leu, Deus sabe de onde ela tirou essa ideia - que o sangue subindo na minha cabeça me deixaria mais inteligente ou algo assim'." De acordo com Previn, Farrow também recorreu a "mostrar arbitrariamente seu poder" dando um tapa no rosto dela e espancando-a com uma escova de cabelo ou chamando-a de "estúpida" e "idiota". Previn também afirmou que ela e suas irmãs adotivas foram usadas como "domésticas".

## Respostas locais
Em janeiro de 2018, a Goodspeed Opera House em Connecticut cancelou sua adaptação do filme de Allen Bullets over Broadway (1994). No mês seguinte, o Circle Theatre em Grand Rapids,Michigan, também cancelou sua adaptação de Bullets over Broadway.
Em fevereiro de 2018, Savanah Lyon, estudante de teatro da Universidade da Califórnia, San Diego (UCSD), começou a organizar uma petição online para que um curso ensinando os filmes de Allen fosse removido do currículo da UCSD, dizendo que por causa das acusações de abuso contra ele, a universidade não deveria ter uma classe dedicada ao seu trabalho. Em 16 de fevereiro, o Senado Acadêmico da UCSD anunciou que manteria o curso, afirmando que a remoção de cursos com "material controverso, ou mesmo material amplamente considerado moralmente problemático" prejudicaria os valores da livre investigação e da liberdade acadêmica.

## Reações de celebridades

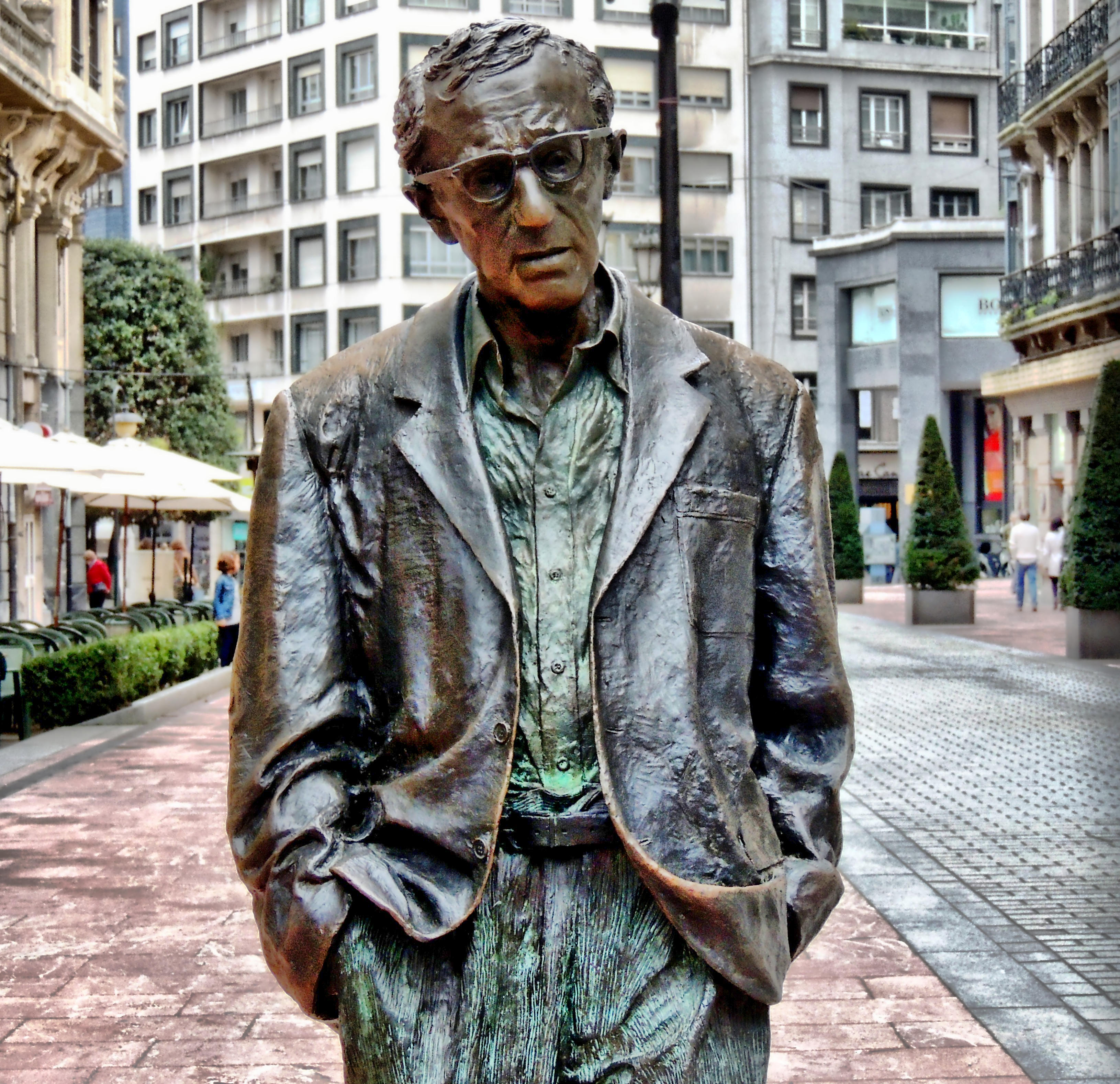
Estátua em Oviedo, Espanha

Após a carta aberta de Dylan em 2014, vários atores emitiram declarações críticas a Allen, incluindo Rosie O'Donnell,. Lena Dunham, Sarah Silverman, e Susan Sarandon.
O clima foi influenciado pelos movimentos #MeToo e Time's Up e o artigo de opinião de Dylan. Durante uma manifestação de mulheres em novembro de 2017, uma faixa referindo-se à alegação foi pendurada no pescoço da estátua de Allen em Oviedo, Espanha. Mais tarde, um grupo de mulheres pediu que a estátua fosse removida. A partir de outubro de 2017, declarações de apoio a Dylan, ou expressando arrependimento por ter trabalhado com Allen, foram emitidas por Griffin Newman, Evan Rachel Wood, David Krumholtz, Mira Sorvino, Rebecca Hall, Timothée Chalamet, Rachel Brosnahan, Natalie Portman, Colin Firth, Hayley Atwell, e Freida Pinto. Newman, Hall, Chalamet, Elle Fanning e Selena Gomez disseram que doariam seus ganhos com o filme de Allen, A Rainy Day in New York (2018) para instituições de caridade.
Outros expressaram sentimentos mistos. John Turturro, que escalou Allen em sua comédia romântica Fading Gigolo, disse: "Ele era uma pessoa respeitosa comigo profissionalmente. Agora é um momento diferente. Eu não o escalaria agora. Não me arrependo de ter trabalhado com ele". Greta Gerwig inicialmente se recusou a responder a perguntas sobre seu trabalho com Allen em To Rome with Love (2012). Em 2018, enquanto promovia Lady Bird, Gerwig foi questionada por seu trabalho com Allen. No Fresh Air da NPR, quando ela foi questionada sobre como trabalhar com Allen, Gerwig disse: "Acho que estou vivendo nesse espaço de medo de estar preocupada sobre como falo sobre isso e o que digo." Ela respondeu a uma pergunta semelhante depois que Lady Bird ganhou o Globo de Ouro de Melhor Filme - Musical ou Comédia, dizendo: "[meu] trabalho agora, acho, é ocupar a posição de roteirista e diretor." Depois de ser criticado publicamente por Dylan Farrow por ignorar suas alegações, Gerwig se desculpou por trabalhar com Allen. Ela disse em uma entrevista ao The New York Times: "As duas peças diferentes de Dylan Farrow me fizeram perceber que aumentei a dor de outra mulher e fiquei com o coração partido por essa percepção. Cresci assistindo a seus filmes, e eles me informaram como artista, e não posso mudar esse fato agora, mas posso tomar decisões diferentes no futuro." Fanning disse que se arrependeu de sua decisão "se machucar alguém", mas não se desculpou por trabalhar com Allen. Joaquin Phoenix disse: "Quando trabalhei com Woody, sabia sobre as coisas que surgiram anos atrás. Sei que a filha dele acabou escrevendo uma carta aberta. Eu não sabia disso quando trabalhamos juntos." Em uma entrevista no Meet the Press da NBC, Jeff Daniels disse: "Será que eu faria outro com Woody? A difícil decisão seria recusá-lo, por causa de The Purple Rose of Cairo." Peter Sarsgaard, quando perguntado se trabalharia com Allen, disse: "É uma questão tão complicada. Eu já fiz um filme do Woody Allen". Chloe Sevigny disse: "Eu tenho minha própria turbulência com a qual estou lidando com essa decisão. Eu trabalharia com ele novamente? Provavelmente não." Marion Cotillard disse: "Eu tenho que dizer hoje, sim, se ele me perguntasse novamente. Acho que nunca aconteceria porque a experiência que tivemos juntos foi muito estranha. Admiro parte do trabalho dele, mas não tínhamos nenhuma conexão no set."
Aqueles que expressaram apoio a Allen incluíram Barbara Walters e Diane Keaton, bem como Javier Bardem, Jude Law, Alec Baldwin e Bill Maher. Cherry Jones disse: "Existem aqueles que se sentem confortáveis em suas certezas. Eu não sou. Eu não sei a verdade. Quando condenamos por instinto, nossa democracia está em uma ladeira escorregadia." Scarlett Johansson disse: "Eu amo Woody, acredito nele e trabalharia com ele a qualquer momento." Ela acrescentou: "Eu vejo Woody sempre que posso, e tive muitas conversas com ele sobre isso. Tenho sido muito direto com ele e ele é muito direto comigo. Ele mantém sua inocência, e eu acredito nele." Emily Mortimer disse: "Acredito no devido processo legal. Acho que essas coisas realmente precisam passar por todos os processos legais antes que alguém possa julgar. Eu realmente não tenho uma resposta para essas perguntas." Quando Christiane Amanpour perguntou a Cate Blanchett sobre as acusações contra Allen, ela respondeu: "Na época, eu disse que é uma situação muito dolorosa e complicada para a família, que espero que eles tenham a capacidade de resolver", e acrescentou: "Se essas as alegações precisam ser reexaminadas, o que, no meu entendimento, já passaram pelo tribunal, então acredito muito no sistema de justiça e no estabelecimento de precedentes legais [...] Se o caso precisar ser reaberto, eu apoio isso de todo o coração." Kate Winslet se recusou a comentar o assunto, dizendo: "Como ator do filme, você só precisa se afastar e dizer: não sei de nada, realmente, e se algo é verdadeiro ou falso. Tendo pensado em tudo, você coloca isso de lado e apenas trabalha com a pessoa." Ela, entretanto, descreveu a experiência de trabalhar com Allen como "extraordinária". Mais tarde, ela mudou sua postura: "É como, o que diabos eu estava fazendo trabalhando com Woody Allen e Roman Polanski? É inacreditável para mim agora como esses homens foram tão respeitados, tão amplamente na indústria cinematográfica e por tanto tempo. É vergonhoso pra caralho. E tenho que assumir a responsabilidade pelo fato de ter trabalhado com os dois. Não posso voltar o relógio. Estou lutando contra esses arrependimentos, mas o que temos se não formos capazes de ser honestos sobre tudo isso?"
Javier Bardem disse: "Estou muito chocado com este tratamento repentino. Julgamentos nos estados de Nova York e Connecticut o consideraram inocente [...] Não concordo com o linchamento público que ele está recebendo, e se Woody Allen me chamasse para trabalhar com ele novamente, eu estaria lá amanhã de manhã. Ele é um gênio." Alan Alda disse: "Eu trabalharia com ele novamente se ele me quisesse. Não estou qualificado para julgá-lo. Não conheço todos os fatos. Não sei se ele é culpado ou inocente. Mas você pode estar incerto - é o que eu continuo. Simplesmente não tenho informações suficientes para me convencer de que não devo trabalhar com ele. E ele é um cara extremamente talentoso." Michael Caine, que inicialmente lamentou ter trabalhado com Allen e disse que nunca mais trabalharia com ele, disse mais tarde: "Se ele tivesse um julgamento e alguém provasse que ele havia feito algo, eu não faria, não. Mas eu não li sobre ele sendo julgado e considerado culpado ou multado ou enviado para a prisão ou qualquer coisa. Isso é tudo o que as pessoas dizem. Você não pode continuar ouvindo boatos o tempo todo." Jeff Goldblum disse: "Acho que há uma presunção de inocência até que se prove o contrário. Eu também admiro seu corpo de trabalho. Então, eu consideraria trabalhar com ele novamente até aprender algo mais." Larry David, que leu a autobiografia de Allen, Apropos of Nothing, chamou-o de "um livro fantástico, tão engraçado. Você sente como se estivesse na sala com ele... é apenas um ótimo livro e é difícil ir embora depois de ler aquele livro pensando que esse cara fez algo errado." Quando questionado sobre Allen enquanto promovia Da 5 Bloods, Spike Lee disse: "Gostaria apenas de dizer que Woody Allen é um grande, grande cineasta, e esse cancelamento não é apenas Woody. E acho que, quando olharmos para trás, [vamos] ver que, além de matar alguém, não sei se você pode simplesmente apagar alguém como se nunca tivesse existido. Woody é um amigo meu. [...] Eu sei que ele está passando por isso agora."

## Livro de memórias de Woody Allen
Em seu livro de memórias, Allen aborda a alegação de Dylan, escrevendo que, ao contrário de outros casos de abuso sexual que poderiam ter sido ignorados sem serem levados a sério ou adequadamente investigados, a acusação contra ele foi imediatamente e minuciosamente investigada por dois grupos de especialistas que concluíram que as evidências provou que não houve abuso sexual, que as declarações de Dylan tinham "uma qualidade ensaiada" e ela provavelmente foi "treinada ou influenciada por sua mãe". Em relação à crítica contra Yale New Haven por ter destruído as anotações originais do caso, Allen sustenta que esse era o procedimento usual de Yale New Haven e do FBI para preservar a privacidade. Além disso, o Serviço de Assistência à Criança do Estado de Nova York investigou escrupulosamente o caso por 14 meses e concluiu que não havia nenhuma evidência confiável de abuso e que a alegação era infundada.
Allen relata uma sessão de investigação em Yale New Haven na qual Farrow disse que Dylan ficou tão perturbada com o abuso sexual que procurou sua irmã Lark para buscar conforto físico. Allen observou que Lark estava em Nova York no dia do suposto abuso e que, portanto, não poderia ter interagido fisicamente com Dylan. Após isso, Farrow teria respondido que "Dylan abraçou [Lark] espiritualmente." Allen também afirma que a investigação de Maco deveria ter sido encerrada no momento em que seus especialistas descartaram a possibilidade de abuso e afirma que a declaração de Maco de que havia "causa provável" era infundada. Allen também escreve que uma babá e uma governanta que trabalhava na casa de Farrow disseram que em várias ocasiões o promotor foi à residência e saiu com Farrow para almoçar, afirmando que esta não parecia a maneira mais imparcial de conduzir uma investigação.
Allen também afirma que durante o julgamento de custódia, um funcionário do tribunal costumava levar Farrow do tribunal para casa e que isso era um "conduto injusto para o juiz"; referiu-se ao testemunho de Moses de que ele testemunhou como Farrow treinou Dylan; e relatou o testemunho de uma babá a quem Dylan teria dito: "Mamãe quer que eu minta." Allen alega que muito antes de surgir a alegação de abuso, Farrow levou Dylan a um terapeuta infantil porque a menina tinha dificuldade em distinguir entre realidade e fantasia e que, em meio à turbulência familiar, Farrow sugeriu à criança que ela havia sofrido abuso, o que resultou em Dylan acreditando sinceramente nisso.

## DocumentárioAllen v. Farrow
A alegação de abuso sexual foi o assunto de uma série documental da HBO em 2021, Allen v. Farrow. Dirigido por Kirby Dick e Amy Ziering, a série apresenta vídeos caseiros e entrevistas com membros da família, incluindo Dylan Farrow, e é contada  em grande parte do ponto de vista dela e de Mia Farrow. Allen, Soon-Yi Previn e Moses Farrow se recusaram a participar e não foram entrevistados no documentário. Recebeu críticas amplamente favoráveis, mas foi criticado por unilateralidade e omissão de fatos.
Após o primeiro episódio ir ao ar, Allen e Soon-Yi Previn descreveram a série como um "trabalho de machadinha repleto de falsidades". Afirmaram também que ambos foram abordados há menos de dois meses do lançamento e tiveram apenas alguns dias para responder. Os cineastas rejeitaram as acusações.